# Iheb Hamzeh
Iheb Hamzeh, född den 27 oktober 1982, är en svensk fotbollsspelare. Han kom säsongen 2005 från Étoile FC till Lärje-Angered. Säsongen 2006 spelade han i Gunnilse IS och säsongen 2007 gick han till Örgryte IS. Iheb Hamzeh deltog i VM-kvalet 2006 för Palestina i Doha, Qatar.